# 2018년 동계 올림픽 이탈리아 선수단
2018년 동계 올림픽 이탈리아 선수단은 2018년 2월 9일부터 2월 25일까지 대한민국 평창에서 개최된 2018년 동계 올림픽에 참가한 올림픽 이탈리아 선수단이다.

## 메달 집계
| 종목 | 1 | 2 | 3 | 합계 |
| 합계 |   |   |   |      |

### 메달리스트
금메달
- 미켈라 모이올리(스노보드 여자 크로스)
- 아리안나 폰타나(쇼트트랙 여자 500m)
- 소피아 고자(알파인스키 여자 활강)

은메달
- 아리안나 폰타나, 루차 페레티, 체칠리아 마페이, 마르티나 발체피나(쇼트트랙 여자 3000m 계주)
- 페데리코 펠레그리노(크로스컨트리 남자 스프린트)

동메달
- 도미니크 빈디슈(바이애슬론 남자 스프린트)
- 리사 비토치, 도로테아 비어, 러루카스 호퍼, 도미니크 빈디슈(바이애슬론 혼성 계주)
- 니콜라 투몰레로(스피드스케이팅 남자 10000m)
- 아리안나 폰타나(쇼트트랙 여자 1000m)
- 페데리카 브리뇨네(알파인스키 여자 대회전)

동메달

## 종목별 성적

### 루지
| 선수 | 세부 종목 | 1차 시기 | 1차 시기 | 2차 시기 | 2차 시기 | 3차 시기 | 3차 시기 | 4차 시기 | 4차 시기 | 합계 | 합계 |
| 선수 | 세부 종목 | 기록     | 순위     | 기록     | 순위     | 기록     | 순위     | 기록     | 순위     | 기록 | 순위 |

### 바이애슬론
| 선수 | 세부 종목 | 기록 | 사격 실수 | 순위 |

### 봅슬레이
| 선수 | 세부 종목 | 1차 시기 | 1차 시기 | 2차 시기 | 2차 시기 | 3차 시기 | 3차 시기 | 4차 시기 | 4차 시기 | 합계 | 합계 |
| 선수 | 세부 종목 | 기록     | 순위     | 기록     | 순위     | 기록     | 순위     | 기록     | 순위     | 기록 | 순위 |

### 피겨 스케이팅
| 선수 | 세부 종목 | 쇼트 프로그램 | 쇼트 프로그램 | 프리 스케이팅 | 프리 스케이팅 | 합계 | 합계 |
| 선수 | 세부 종목 | 점수          | 순위          | 점수          | 순위          | 점수 | 순위 |